# Karl-August Fagerholm
Karl-August Fagerholm (31 tháng 12 năm 1901 – 22 tháng 5 năm 1984) là Chủ tịch Quốc hội  và ba lần làm Thủ tướng Phần Lan (1948–50, 1956–57, và 1958). Fagerholm trở thành một trong những chính khách lãnh đạo của Đảng Dân chủ Xã hội sau thoả thuận ngừng bắn trong Chiến tranh Tiếp diễn. 